# Сцибор-Мархоцький Ігнацій
Ігнацій Сцибор Мархоцький (Ігнацій Єжи Мархоцький, Редукс-Мархоцький, пол. Ignacy Jerzy Ścibor Marchocki; 1755—1827) — поміщик, ініціатор господарських, суспільних і релігійних реформ у своїх володіннях відомих під назвою «Миньковецька держава», видавець.

## Походження
Походив з давнього шляхетського роду Мархоцьких гербу Остоя (Ostoja), осілого в Краківському й Сандомирському воєводствах. Прізвище походить від села Мархоциці у Малопольщі; родова назва Сцибор використовувалася як додаток (придомок) до прізвища.
У другій половині XVIII ст. Мархоцькі стало замешкали і на Поділлі.
Ігнацій Єжи Мархоцький народився у містечку Тарноруда Кам'янецького повіту. Батьки Мархоцького — Міхал Мархоцький, брацлавський чесник, та його друга дружина Катажина з Міхаловських. Мав брата Адама (від першого шлюбу батька із Саломеєю Козловською), випускника католицької духовної семінарії у Львові, кам'янецького каноніка, і трьох сестер — Юстину, Юліанну й Людвіку. Після ранньої смерті батьків опинився під опікою стрийка Войцеха Мархоцького, саноцького каштеляна.

## Біографія та діяльність
Спочатку навчався у Тарноруді у вікарія, потім у піярській (Золочів) та єзуїтській — у Львові) колегіях. Стрийко намагався спрямувати Мархоцького до духовного сану, а коли той не погодився, наказав йому вступити до прусського війська. Очевидно, у той час Мархоцький захопився ідеями Вольтера й Руссо. Після кількарічної військової служби Мархоцький повернувся додому. Поступив у званні капітана на службу в піший регімент польного коронного гетьмана, який стояв у Кам'янці-Подільському. Оточення шокував своїми вільнодумними поглядами. Унаслідок зіткнення з комендантом Кам'янецької фортеці генералом Яном де Вітте вийшов у відставку (майор) й перебрався до Варшави, де утримувався з уроків музики. У 1783 р. одружився зі своєю ученицею Евою Руффі — донькою королівського кондитера, італійця за походженням.
У 1787 р. розпочав з дядьком Войцехом, який не дуже прихильно до нього ставився (зокрема був незадоволений його шлюбом), суперечки за участь у спадку. Після смерті стрийка (1788) силою захопив його головне володіння — Миньковецький ключ (містечко Миньківці й 18 сіл, бл. 8 тис. морґів урожайної землі, бл. 4 тис. морґів лісу, населення бл. 4200 осіб). Успішно владнавши майнові справи з вдовою та іншими спадкоємцями, 1790 р. стало замешкав у Миньковецькому маєтку, який «очистив» від боргів і в 1791—1804 рр. і перетворив на удільне володіння — так звану «Миньковецьку державу» з центром у Миньківцях. Зокрема, обніс свої володіння стовпами з написами: з одного боку «Кордон Миньковецької держави з Російською імперією», з другого — «… від Австрійської імперії». Для внутрішнього використання вибивав власну монету зі своєю печаткою.
У період Чотирирічного сейму декларував антимагнатську позицію. На сеймову ухвалу про права міст відреагував актом «Prawa miasta Mińkowiec» («Права міста Миньківці», складені 29.XII.1791, видані у власній друкарні), в якому запровадив міське самоврядування, зрівняв у правах протестантів з католиками, визнав широкі права євреїв, замінив панщину й натуральні податки грошовим чиншем. Того ж року став цивільно-військовим комісаром порядку Кам'янецького повіту на тому посту підготував оригінальний проект загального перепису населення.
Після Другого поділу Речі Посполитої Мархоцький, який став російським підданим, щодо царської влади декларував і зберігав лояльність. Натомість, часто конфліктував з місцевими чиновниками, представниками церковної та військової влади, енергійно опираючись втручанню до внутрішні справ «Миньковецької держави».

### Реформи
Кілька разів виїжджав з дружиною на курорти Австрії, Саксонії та Швейцарії. Під час однієї з подорожей відвідав колонію гернгутерів у Саксонії. Захопився їхніми суворими звичаями, організацією праці в мануфактурах, раціоналізацією релігії та побожністю, які надихнули його на реформи в 1794—1806 рр. у своїх маєтках. Теоретичні засади реформ сформулював у вступі до опублікованого 1796 р. акту «Dla urządzenia ziem dziedzicznych ustawy» («Положення для організації спадкових земель»), а вінцем реформи були опубліковані 2.1.1804 «Ustawy rolników» («Положення землеробів»). Крім того, видав багато детальних розпоряджень, господарських і медичних порадників та працю д´Аша про лікування чуми «Sposób leczenia chorujących na zarazę powietrzną, czyli czumę…». Для потреб «держави» відкрив власну друкарню, в якій друкувалися статути, формуляри, гербовий папір, акти і навіть літературні твори. Від 1792 р. в Миньківцях також діяла (з перервою в 1798—1802 рр.) єврейська друкарня Е. Мошкової.
У «Миньковецькій державі» управління здійснювала адміністрація, яку призначав дідич, а «вирішальний голос» належав зборам представників селянських громад, міщан, євреїв та іноземців, які обиралися на рік. Були дві судові інстанції: суд («Justiciarium») та апеляційний адміністративний суд. «Ustawy rolników» впроваджували замість панщини чиншову систему, надавали селянам у власність забудови, інвентар і сади, створювали реальні можливості переходу з селянського стану до міщанського та вільних занять. Згідно з волею власника, чинші були низькими. Сувора кара загрожувала тому, хто б назвав підданого Мархоцького холопом, хамом чи мужиком. Взаємини Мархоцького з численною осілою в його маєтках чиншовою шляхтою регулювало положення «Prawo szlacheckie» («Шляхетське право», вид. 1806), за яким чиншовики отримували землі у вічну оренду. Мархоцький заснував у своїх володіннях школи, сирітський притулок, шпиталь, аптеку, утримував двох лікарів. Впровадив племінну худобу, організував кінний завод, започаткував розведення тутових шовкопрядів, розвинув вівчарство.

### Економічна та господарська діяльність
У Миньківцях діяли дві сукняні фабрики, фабрика карет, байкова, селітряна, паперова, лакова мануфактури. Для зручності подорожніх Мархоцький збудував готель, а дороги наказав обсадити різними сортами плодових дерев. Ще 1802 р. набув під Одесою за дуже низьку ціну 16 тис. десятин степу з кількома селами:  Алтестове (Воланів) біля Хаджибейського лиману та Бузиновате (Роксолани) і Андріанівка (Грибівка) біля Дністровського лиману і Чорного моря. Офіційно вони були власністю дружини і від її прізвища отримали назву «графство Руффіполіс». Мархоцький опрацював для графства спеціальні положення й переселяв до нього з Миньковецького маєтку селян, які провинилися. Так, в 1820-х рр., заселене с. Кароліно (Бугаз) названо на честь сина Кароля.
Мархоцький влаштував собі в маєтку чотири «резиденції»: осінню — у Побійній (з бібліотекою понад 2 тис. томів), зимову — у передмісті Миньківців Бельмонт, весняну — в Отрокові, літню — у Притулії Зеленій. Якщо перші дві створив у дворах, успадкованих від попередніх власників, то в Отрокові й Притулії збудував щось на зразок феодальних середньовічних замків.
Заснував музичну академію (хор і оркестр, які зазвичай виконували складені ним пісні). Раймунд Корсак присвятив перебуванню в Миньківцях вірш «W ogrodach Przytulii» («Dziennik Warszawski», 1827). Інші літератори користувалися послугами тамтешньої друкарні, зокрема Ян-Непомуцен Камінський опублікував тут перший польський переклад «Гамлета» (1805), Тимон Заборовський перевидав свій твір «Aniela. Ustęp z poematu rycerskiego Zdobycie Kijowa». (1818), а Б. Кіцінський поему «Kobiety» (1818).

### Титули
У 1813 р. за Мархоцьким було визнано титул графа, яким він використовував ще з 1759 р. У 1814 р. Мархоцький був обраний шляхтою Південно-Західного краю організатором транспорту з провіантом для російської армії у Варшаву. Під час поїздки називав себе «Дукс» (вождь, князь), а після успішного виконання місії узяв собі до прізвища додаток «Redux» (вождь, який повернувся).
У 1822 р. його позбавили титулу графа за «неспокійний нрав», сутяжництво та різні відозви про уряд. Намагання Мархоцького повернути титул тривали до 1826 р.

## Відносини з владою
Під час виборів у 1809 році у Кам'янці Мархоцького (і ще чотирьох подільських землевласників) на короткий час заарештувала царська поліція. У випадку Мархоцького приводом арешту було те, що той втручався в «те, що його не стосувалося»). Опісля того ж року Сенат Російської імперії зганив Мархоцького за те, що той у суперечці з графом Стадницьким заявив, що «на його тонкий спів він може відповісти басом».
Особливий розголос і занепокоєння влади викликали впроваджені Мархоцьким у своїх володіннях щорічні релігійні церемонії: свято оголошення міського права (1 січня), гайове свято (травень), свято жнив, або обжинків, (15 серпня) тощо Свято обжинків, початково релігійне, узгоджене з канонами католицької віри, поступово перетворилося на т. зв. свято богині Церери. Мархоцький відзначав їх щораз пишніше, з елементами народної, старохристиянської, орієнтальної та класичної обрядовості, запрошуючи всіх сусідів-поміщиків. Опрацював також і впровадив поховальну церемонію (у зв'язку з чим створив цвинтарне братство) і шлюбний ритуал. У притулійських і отроківських парках створював що раз нові різноманітні культові споруди, зокрема «Храм Миру», святилища на честь Вільгельма Телля й Жана-Жака Руссо.
У 1814 р. скарги на поганські миньковецькі обряди та примушування до них духовних осіб дійшли до Синоду, який заборонив православним брати в них участь. Однак, Мархоцький не рахувався з цим. У 1816 р., коли в миньковецькі справи вперше втрутилися поліція й військо, Мархоцького було вивезено до Кам'янця-Подільського для пояснень. Розслідувала справу спеціальна комісія. Але Мархоцький, якого кілька разів допитували, двічі заарештовували (1817, 1819), надалі проводив свої свята та запустив бороду на знак, як писав, «свого терпіння й погорди для дурості чиновників», а свій портрет розпорядився підписати: «польсько-російський Сократ, який тримає книгу „Про наслідування Христа“».
У листопаді 1818 р. Мархоцький, у той час вже вдівець, розпочав клопотання про висвячення його на священика, які кам'янецький єпископ Ф. Б. Мацкевич сприйняв як жарт. У 1820 р. зумів виправдатися перед комісією й отримав дозвіл на свої свята за умови, що вони не будуть поєднані з церковною літургією.
Однак тоді ж проти Мархоцького були висунуті нові звинувачення в тому, що нібито присягою зобов´язує своїх селян не визнавати жодної влади, окрім місцевої, і створює небезпеку бунту. Крім того, мав запеклий майновий конфлікт з сусідами Стадницькими, а місцевий архієрей подав на нього скаргу за знесення в 1793—1794 рр. церков в Антонівці та Кружківцях.
1821 р. був ув'язнений протягом півтора року в Кам´янці-Подільському. Ув'язнений Мархоцький вважав себе пророком і відновником релігії, плекав плани заснування в Миньківцях «справжньої церкви Христа, первісної, патріархальної», мав намір укласти «книги повного богослужіння й церемоній» за зразком приписів Кальвіна, утворити Інститут розуму і праці на взірець ордену бенедиктинців у середньовіччі. Від подальшого ув´язнення, великого штрафу та заборони управляти маєтками Мархоцького нібито врятувало прохання миньковецьких селян і євреїв до Олександра І про звільнення їхнього пана, «якого місцева влада незаконно переслідує хіба за те тільки, що є батьком, а не дідичем своїх підданих». Звільнений за наказом імператора в серпні 1822 р., Мархоцький організував за участю православного духовенства тріумфальні урочистості й наказав покласти в полі камінь у пам'ять про «перемогу Мудрості та Правди над злістю та дурістю».
Помер Мархоцький у вересні 1827 р., похований у збудованому ним родинному мавзолеї в Притулії, від якого до наших часів нічого не залишилося.
Біографія Мархоцького неодноразово використовувалася літераторами як сюжет для романів, зокрема Мархоцький став прототипом головного героя в незакінченому французькому романі Юліуша Словацького «Le roi de Ladava» (1832) і повісті Сильвестра Венжика Грози «Hrabia Scibor na Ostrowcu» (1848), в яких зображався конфлікт батька й сина на фоні їхнього кохання до вродливої вихованки. Антоній Юзеф Роллє присвятив йому оповідання «Hrabia Redux».

## Нащадки
У шлюбі з Евою Руффі (↑1810) мав трьох дочок: Пульхерію, Емілію, Юлію, а також сина Кароля, виховання яких провадив особисто.
З своїм сином Каролем (1794—1881) конфліктував від 1813 р. у зв'язку з його таємним шлюбом з Боною Тжцінською, сиротою, яка виховувалася з доньками Мархоцького і з якою нібито сам Мархоцький після смерті дружини мав намір одружитися. Невістку наказав вивезти до кляштору, а сина, який зробив спробу самогубства, примусив 1814 р. оголосити шлюб недійсним. Процес про розлучення тягнувся протягом багатьох років. Сам Кароль з 1823 порядкував у «графстві Руффіполіс». Заселяв біля Дністровського лиману поселення, одне з них за іменем Кароля дістало назву Кароліно. Влітку 1825 Кароль супроводжував з Одеси до Аккерману опального польського поета Адама Міцкевича. На х. Любомила (Біляївка), де мешкав Кароль, поет написав свій відомий сонет Аккерманські степи.
По смерті батька Кароль став головним спадкоємцем. Молодий граф зберіг у Миньківцях порядок, установлений батьком, після якого успадкував не тільки великі маєтності, а й численні процеси. За підозрою у зв'язках з декабристами 1826 був інтернований у Бялистоку. За участь у листопадовому повстанні 1830—1831 рр. потрапив до Курська, а звідти до Пермі. 1832 Кароль повернувся на Поділля під нагляд поліції. Був учасником патріотичного руху під керівництвом Шимона Конарського; знову арештований 1838 і висланий 1839 до Тобольська. Миньковецький маєток 1836 було конфісковано. Після повернення (1845) із заслання одружився з Елеонорою Рогузькою і мешкав під Одесою на х. Любомила біля р. Барабой і Чорного моря, де мав більше 100 десятин землі, виділених сестрою Емілією з колишнього «графства Руффіполіс». Тут господарював до своєї смерті у 1881 році.